# Abe Masahiro
In deze Japanse naam is Abe de familienaam
Abe Masahiro (阿部 正弘, Abe Masahiro;  Edo, 3 december 1819), was Rōjū Shuseki (老中主席) oftewel hoofdraadgever of 'oudere' van het bakufu, toen commodore Matthew Perry de haven van Uraga (浦賀) binnen voer.

Hij trachtte Japan open te stellen naar de Westerse wereld en was mede verantwoordelijk voor het tekenen van het Verdrag van Kanagawa in 1854 en de later daarop volgende verdragen.

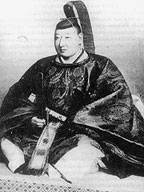
Abe-masahiro

## Biografie

### Jongere Leeftijd
Abe Masahiro, zoon van Abe Masayaki werd geboren net buiten het Kasteel van Edo. Toen zijn vader stierf in 1826 werd zijn oudere broer Masayusa benoemd tot daimyo van Fukuyama. In 1836 werd hij door Masayusa aangenomen als opvolger en door diens vroege aftreden in 1837 werd hij de nieuwe daimyo. In 1843, op 24-jarige leeftijd, werd hij benoemd tot 'oudere' (Rōjū (老中)) en niet veel later, in 1845, tot Hoofdraadgever (Rōjū Shuseki (老中主席)). Masahiro trouwde met Matsudaira Noriko, dochter van Matsudaira Yoshinaga (松平 慶永).

### Diplomatie
Abe Masahiro was als een van de topofficieren aanwezig toen Commodore Perry aan wal kwam en later ook bij het tekenen van het Verdrag van Kanagawa, ook gekend als Nichi-Bei Washin Jōyaku (日米和親条約). In 1854 was hij medeverantwoordelijk voor het open zetten van Japan voor het buitenland. Later volgden vergelijkbare verdragen met Rusland, Verenigd Koninkrijk van Groot-Brittannië en ook met Noord-Ierland en Nederland.

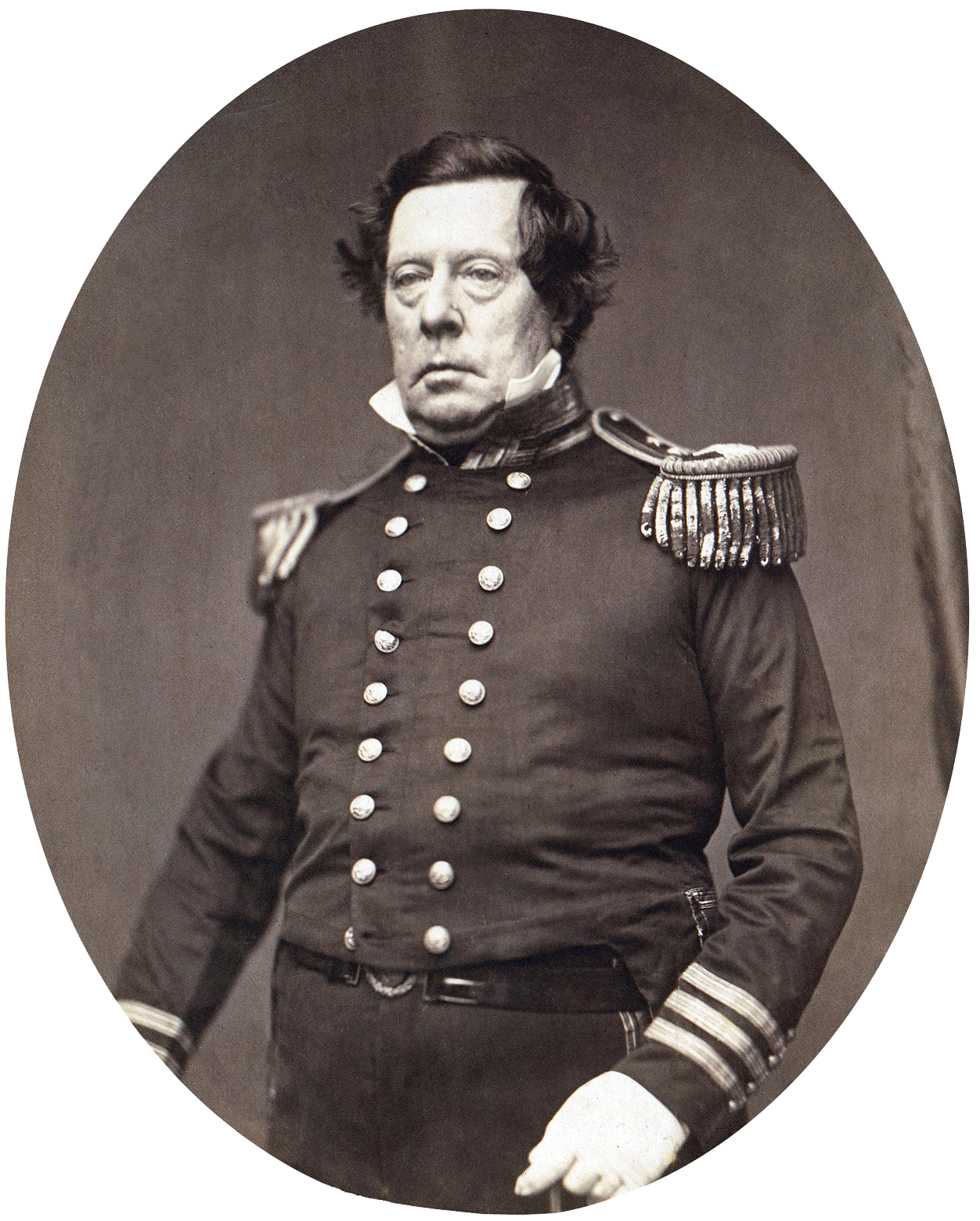
Commodore Matthew Calbraith Perry

### Defensie
Hij nam een belangrijke positie in bij het aanleggen of verbeteren van de reeds lange tijd verwaarloosde verdediging van de Japanse kust, onder meer door het aankopen en invoeren van westerse schepen en wapens zoals stoomschepen, korvetten, kanonnen en musketten. Dit was zeker een grote verandering, vooral omdat de Japanse regering het gebruik van wapens zoals kanonnen en geweren laf vond.
Hij zorgde ook voor de opheffing van de wet die Japanse schepen zeevaart verbood. Sinds het begin van de 17de eeuw mochten schepen enkel aan kustvaart doen.
En hij moedigde de constructie van eigen grote zeil- en stoomschepen aan (met vooral uit Nederland ingevoerde onderdelen voor de stoomschepen).

### Westerse wereld
Hij stichtte verscheidene academies gericht op de studie van westerse talen en technologie, waarvan de eerste de Nagasaki Zeevaart Academie is, welke geopend werd in 1855. Later volgden nog vele academies, waarvan een noemenswaardige de Yōgaku-sho (ofwel Bansho Shirabeshi) is, geopend in 1856. Hier studeerden veel van de later grote intellectuelen van het late Tokugawa (徳川) en vroege Meiji (明治).
Hij was dus zeer westers gezind en benoemde en promoveerde verschillende Japanners met kennis over bepaalde Westerse technologieën.
Abe Masahiro zorgde voor de aanstelling van een "Gaikoku Bugyō" (外国奉行), een verantwoordelijke voor betrekkingen met buitenlanders. Dit ambt bleef tot 1867 bestaan. Telkens wanneer men de regels omtrent buitenlanders veranderde, werden de ambtenaren ook vervangen.

### Contact met andere regeringsonderdelen
Masahiro onderhield contact met vele daimyo en het keizerlijk hof. Sinds lange tijd werd door het Bakufu aan de daimyo en het hof geen advies of meningen gevraagd. Hij bracht hier verandering in door vertalingen van bv. Commodore Perry's brief te laten zien aan Daimyo met kustgebieden en hun mening te vragen over verschillende wetten die voor hun gebied van toepassing zouden zijn. Dit contact zorgde ervoor dat de Daimyo en het hof terug meer inspraak kregen.
Hij had veel hoop voor de stichting van een Japans Parlement. Dit werd niet uitgevoerd tijdens het Tokugawa Bakufu, maar Masahiro hield een eigen ‘parlement’ in de vorm van sessies met vrienden (een groep invloedrijke daimyo) waar men meningen en gedachten uitwisselden.

### Aftreden
Door zijn houding en handelingen tegenover de westerse wereld was hij niet overal even geliefd. Na een hoop tegenstand werd hij mede door Li Naosuke (井伊直弼), daimyo van Hikone. Uiteindelijk werd hij gedwongen af te treden als Rōjū in 1857. Hij werd vervangen door Hotta Masayoshi. Deze was eropuit om zoveel mogelijk van Masahiro's veranderingen ongedaan te maken.

## Overlijden
Toen hij in 1857 stierf volgde Abe Masanori, Masahiro's neef, hem op als daimyo. Het was duidelijk dat Masahiro veel macht uitoefende, waar hij de nodige moeite voor moest doen aangezien hij mede door grote oververmoeidheid gestorven is.  Enkele jaren na zijn dood is het grootste deel van zijn veranderingen binnen de regering terug gewijzigd en is de inspraak van de Daimyo en het hof weer gereduceerd.